# Darvydas Šernas
Darvydas Šernas (Alytus, 22 luglio 1984) è un calciatore lituano, attaccante dell'AFK Vilnius.

## Carriera

### Club
Debutta nel calcio professionistico coi lituani del Dainava Alytus, formazione della sua città. Nel 2003 si trasferisce al Vėtra dove rimane per sei stagioni.
Nel 2008 passa ai russi dello Spartak-Nal'čik dove gioca solo 4 partite di campionato, prima di passare ai polacchi del Widzew Łódź che nel 2010 aiuta ad ottenere la promozione dalla seconda serie polacca.
Nello stesso 2010 viene nominato calciatore lituano dell'anno, succedendo a Marius Stankevičius vincitore delle due precedenti edizioni del premio.

### Nazionale
Nel 2008 ha esordito con la nazionale lituana. Nel 2010 ha segnato due reti nelle qualificazioni ad Euro 2012: la prima nella vittoria per 1-0 contro la Repubblica Ceca, la seconda nella sconfitta per 3-1 in Spagna.

## Palmarès

### Club
- Campionato polacco di seconda divisione: 1

Widzew Łódź: 2009-2010
- Supercoppa di Lituania: 1

Žalgiris: 2015
- Coppa di Lituania: 1

Žalgiris: 2014-2015
- Campionato lituano: 1

Žalgiris: 2015

### Individuale
- Calciatore lituano dell'anno: 1

2010